# David Lidholm
Karl Gunnar David Lidholm, född Johansson 28 maj 1982 i Tidaholm, är en svensk före detta fotbollsspelare. David Lidholm kunde spela på alla platser i backlinjen, men sågs normalt som högerback.
Lidholm spelade år 2000 en landskamp för Sveriges U19-landslag.

## Karriär
Lidholm började spela fotboll som sjuåring i Skövde AIK. 2002–2003 spelade han för Tidaholms GIF. 2004 gick Lidholm till Hammarby, där han först spelade en halv säsong i Hammarby TFF innan han plockades upp i A-laget, Hammarby IF. 
Efter säsongen 2011 återvände Lidholm till Skövde AIK då hans kontrakt i Hammarby hade löpt ut.

## Seriematcher och mål i Hammarby
- 2011: 20 / 1
- 2010: 27 / 2
- 2009: 20 / 0
- 2008: 27 / 1
- 2007: 21 / 0
- 2006: 17 / 0
- 2005: 25 / 3
- 2004: 11 / 0